# Zaharije Orfelin
Zaharije Stefanović Orfelin (1726, Vukovar — 19. ledna 1785, Novi Sad) byl srbský spisovatel, básník a historik, aktivní hlavně v šíření slavenosrbského jazyka (v podstatě inicioval jeho vznik) ale také i překládal z jiných jazyků.
Svá díla vydával nejen knižně, psal také pro Slavenosrbský magazín. Orfelin byl příznivcem ruského vlivu, odmítal naopak paktování s Rakouskem. Oponoval reformám Vuka Karadžiće, které měly změnit srbský jazyk a přiblížit jej blíže k tehdejší lidové mluvě. Orfelin také kreslil obrazy a vynikal i jako kaligraf.

## Dílo
výběr, vše vydáno v Benátkách
- Gorestni plač slavnija inogda Serbiji, 1761
- Plač Serbii, jejaže sini v različnija gosudarstva rasjejali sja, 1762
- Trenodija, 1762
- Slaveno-serbski magazin, 1768
- Istorija o žitija i slavnih djelah velikago gosudarja i imperatora Petra Pervago, 1772